# ダンスマニアックス

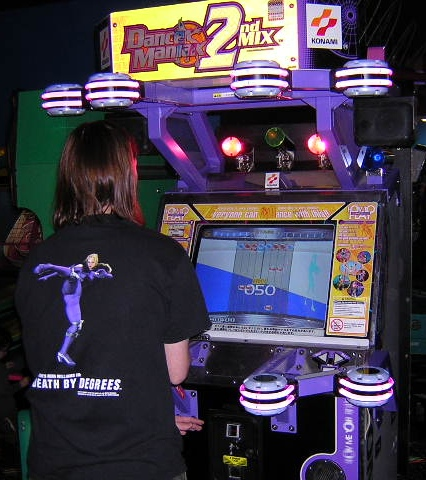
DanceManiax 2ndMIX

『ダンスマニアックス』 (Dance Maniax) は2000年にコナミ（現・コナミデジタルエンタテインメント）が発売したアーケード用ダンスゲーム。他に「DanceManiax」や「DanceManiaX」のように空白無しや末尾のXを大文字にした表記が用いられたり、「DMX」や「ダンマニ」と略されることもある。なお、韓国では『Dance Freaks』という名称になっている。BEMANIシリーズの一つ。
『Dance Dance Revolution』（以下『DDR』）シリーズの成功を受け、同作よりもさらにダンスらしさを高めるというコンセプトで作られたが同シリーズほどの人気は出なかった。（そのコンセプト上、『DMX』シリーズでも『DDR』シリーズ同様、東芝EMIとのタイアップにより「ダンスマニア」シリーズからの曲が多く収録されている）
なお、同年に発売された『ParaParaParadise』とはセンサーの配置や楽曲の傾向などが大きく異なる。

## バージョン
発売された作品は以下の通り。
Dance Maniax（2000年6月21日稼働）
シリーズの初代作品。『Dance Dance Revolution Solo』シリーズ同様のチップ制を採用しており、失敗しても即ゲームオーバーではなくチップをさらに失った上で選曲画面に戻るという特徴がある。
Dance Maniax 2ndMIX（2000年12月5日稼働）
セレクト関係のシステムを一新、最初にプレイする曲をすべて選ぶ仕様になった。
Dance Maniax 2ndMIX APPEND J☆PARADISE（2001年4月19日稼働）
『2ndMIX』に『Dancemania J☆PARADISE』の収録楽曲などを追加したマイナーチェンジ版。1曲終了ごとにゲージが回復するシステムの追加などが行われた。

## 筐体概要
『Dance Maniax』の筐体の特徴として、モニターの下にあるセンサーが挙げられる。このセンサーは上方および下方の空間を通過する物体を感知する。プレイヤーは画面に流れる譜面に合わせて左右のセンサーが認識する空間に腕や脚を通すことでプレイする。このセンサーは4つあり、1人につき2つが割り当てられる（通常は左側もしくは右側の2つだが、DOUBLEでは4つ、後述するCENTERでは中央の2つを使用する）。
プレイ中はCGムービーを背景に赤と青の4つのレーンが表示され、ノートはこのレーンを下から上に流れていく。レーンは左から順に"青・赤・赤・青"と並んでおり、これがそれぞれ"左下・左上・右上・右下"に対応する（DOUBLEではこのセットが2組あり、左4レーンは左半分、右4レーンは右半分に対応する）。譜面の上にはダンスゲージが表示されており、これが0になると失敗となる。

## ゲームプレイの詳細
1. クレジットを投入しスタートボタンを押し、ゲームモードを選択する。
この際に選択ボタンの左右を押しながらスタートボタンを押すとモードやオプションの選択が可能。
初代では選択ボタンを押さずにスタートした場合でもモード選択が出現し、ここで譜面難易度を選ぶ。
2. 曲を選択する
バージョンにより選択方法が異なる。
  - 初代では1曲ずつ選択する。譜面の難易度は先のモード選択で選んだもので固定となっている。
  - 2ndMIX系列では通常はコースからの選択であるが、ゲーム開始時のモード選択によりプレイヤーが独自にコースを作成してプレイすることもできる。また、選択の一つ一つに対しMILD/WILDの譜面難易度選択を行う。
  - 初代/2ndMIX系列とも、インターネットランキングでは専用のコースの中から選択する。
3. 選択した曲をプレイする
画面上に流れるチップが規定の位置に達したときに、左右のセンサーの上下のうち指定されたものが認識する空間に腕や脚をかざす。タイミングよく通すことができればダンスゲージが増え、タイミングが悪かったり通せないと下がる。ダンスゲージが0になったら失敗で、初代ではチップをさらに1枚失った上で選曲画面に戻る。2ndでは失敗したらその場でゲームオーバー（なお、2ndMIX系列のデフォルトコースプレイでは1曲目でゲームオーバーにならない）。
また、2ndMIX系列では選択したすべての曲のプレイが終了したときにダンスゲージがMAXになっていると、1度でもミスしたら即失敗という特別ルールのEXTRA STAGEが出現する。
4. プレイ終了後
曲が終了した後、その曲でのタイミング評価の割合と得点が表示される。初代ではこれは曲ごとに行われるため、チップを使い切らないうちは選曲画面に戻る。
初代では1曲も失敗せずに終了した場合、2ndMIX系列ではクリアした場合（EXTRA STAGEが出現した場合はこれをクリアしないとだめ）にエンディングデモが流れる。

## 関連ゲーム用語
BEMANIシリーズで共通で用いられるものは割愛する。
MILD、WILD
譜面の難易度。MILDよりもWILDの方が難易度が高い。
CROSS
青レーンに流れるチップが上から下に降ってくるという形になる。そのため、タイミングを表すゾーンが画面上部と下部に分散することになり難易度が上がる。
UPSIDE DOWN
譜面の上下が反転する。通常赤だったチップが青になり、その逆も同様。左右については変化しない。MIRRORを併用することで譜面が180度回転することになる。
2LINE
上下の別がない低難度モード。
CENTER
1P側の右センサーと2P側の左センサーを使い、筐体の中央でプレイするモード。譜面の4レーンは左2つが1P右のセンサーに、右2つが2Pの左センサーに対応する。通常のプレイに比べて体を動かす範囲が広くなる一方、画面に正対してプレイできる（通常は画面に対し斜めに構える形となる）ため譜面の認識がしやすいという効果もある。
MARATHON
2ndMIX系列で追加された、収録楽曲をひたすらプレイし続けるモード。譜面はすべてWILDとなり、ゲージが0になるまでの得点を競う。

## 主なアーティスト
- NAOKI
- TOMOSUKE
- 妹尾和浩
- Tomoki Hirata
- Dancemania（東芝EMI（現：EMIミュージック・ジャパン）発売のダンスコンピレーションアルバム）
収録曲の中にはDDRシリーズ収録曲の別アレンジもある。ちなみに、3作すべてで新曲が登場したアーティストはいない。
  - SMILE.dk
  - E-ROTIC
  - キャプテン・ジャック
  - ジュディ・クリスタル

## サウンドトラック
これらは全て、東芝EMIから発売されている。
- Dance Maniax Original SoundTrack - 2000年11月16日リリース。
- Dance Maniax 2ndMIX Original SoundTrack - 2001年9月27日リリース。『2ndMIX APPEND J☆PARADISE』の使用曲も含まれるが、「ES44・Happy-hopper」だけは収録されていない。